# ملکشاه ظفر بختیاری
ملکشاه ظفر بختیاری (زاده ۱۳۰۳ - درگذشته ؟) سیاست‌مدار ایرانی بود، که در ادوار بیستم، بیست‌ویکم، بیست‌ودوم و بیست‌وسوم مجلس شورای ملی، به‌عنوان نمایندهٔ ایذه، از استان خوزستان، در مجلس شورای ملی حضور داشت. وی فرزند سناتور امیرحسین خان ایلخان ظفر و نوهٔ خسرو خان سردار ظفر بود.